# Intendant de police
Les intendants de police sont sous l'ancien Régime des fonctionnaires chargés des ordonnances des places publiques, des halles et des marchés. 

## Histoire
Les intendants de police sont créés en 1546 par le parlement de Paris. Chaque quartier de Paris est doté d'un intendant qui doit veiller au fonctionnement des places, des halles et des marchés. L'intendant a à son service des sergents qu'il recrute pour l'aider. 
A la demande de Richelieu qui cherche à faire mieux contrôler l'administration locale, un édit de Louis XIII stipule en 1635 leur statut. Jean-Baptiste Colbert propose le 8 avril 1679 de nommer un intendant de police, justice et finances pour les îles d'Amérique.
L'intendant prend le nom de commissaire de police au milieu du XVIIe siècle. 
Sous l'occupation, les intendants de police sont recréés par le gouvernement de Vichy.

## Intendants de police célèbres
- Jean Bochart de Champigny
- André Boutemy
- Abdalá Bucaram
- Guy Chamillart
- Paul-Esprit Feydeau de Brou
- Jean de Lauson
- Pierre Marty
- Maurice de Rodellec du Porzic
- Marc Freund-Valade